# Psilocerea swinhoei
Psilocerea swinhoei là một loài bướm đêm trong họ Geometridae.